# (71282) Holuby
(71282) Holuby est un astéroïde de la ceinture principale.

## Description
(71282) Holuby est un astéroïde de la ceinture principale. Il fut découvert le 6 janvier 2000 à Modra par Adrián Galád et Peter Kolény. Il présente une orbite caractérisée par un demi-grand axe de 3,07 UA, une excentricité de 0,11 et une inclinaison de 12,3° par rapport à l'écliptique.